# Rainer Wörlen
Rainer Wörlen (* 26. Juli 1946 in Mittenwald; † 3. November 2009) war ein Professor für Wirtschafts- und Privatrecht an der Fachhochschule Schmalkalden und Verfasser von Lehrbüchern in deutscher sowie englischer Sprache, die als Lernen im Dialog bekannt geworden sind.

## Leben
Rainer Wörlen wurde 1946 in Mittenwald geboren und legte im Jahre 1966 das Abitur am Konrad-Heresbach-Gymnasium in Mettmann ab. Nach Ableistung des Wehrdienstes begann Wörlen im Jahre 1971 ein Studium der Rechtswissenschaft an den Universitäten Würzburg und zeitweise in Lausanne (Jahre 1972 und 1973), welches er mit dem Ersten juristischen Staatsexamen im Jahre 1975 erfolgreich beendete. Im Jahre 1978 erfolgte nach absolvierter Referendarzeit das zweite juristische Staatsexamen in München.
In den Jahren 1981 bis 1986 arbeitete er als Regierungsrat im Amt für Agrarordnung Münster. Zum 1. März 1984 folgte er einem Ruf auf eine Professur für Wirtschaftsprivatrecht an der Fachhochschule Köln im Fachbereich Versicherungswesen. Weitere Professuren folgten, u. a. ab dem 1. April 1995 eine Professur für Wirtschaftsprivatrecht an der Hochschule Harz/Wernigerode im Fachbereich Wirtschaftswissenschaften. Seit dem 1. September 1996 arbeitete Wörlen an der Fachhochschule Schmalkalden; er gehörte zu den Gründungsprofessoren des damaligen Fachbereichs Wirtschaftsrecht (heute Fakultät Wirtschaftsrecht).
Wörlen trat am 1. März 2007 in den Vorruhestand. Er verstarb am 3. November 2009.

## Werke (Auswahl)
- Rainer Wörlen: Arbeitsrecht. Lernbuch - Strukturen - Übersichten (Lernen im Dialog). 7. Auflage. Heymanns Verlag GmbH, Köln 2007, ISBN 978-3-452-26105-2.

- Rainer Wörlen: BGB AT: Einführung in das Recht - Allgemeiner Teil des BGB (Lernen im Dialog). 10. Auflage. Heymanns Verlag GmbH, Köln 2007, ISBN 978-3-452-26792-4.

- Rainer Wörlen: Handelsrecht mit Gesellschaftsrecht: Lernbuch, Strukturen, Übersichten (Lernen im Dialog). 9. Auflage. Heymanns Verlag GmbH, Köln 2008, ISBN 978-3-452-26795-5.

- Rainer Wörlen: Sachenrecht (Lernen im Dialog). 7. Auflage. Heymanns Verlag GmbH, Köln 2007, ISBN 978-3-452-26303-2.

- Rainer Wörlen: Schuldrecht AT: Lernbuch, Strukturen, Übersichten (Lernen im Dialog). 9. Auflage. Heymanns Verlag GmbH, Köln 2008, ISBN 978-3-452-26793-1.

- Rainer Wörlen: Schuldrecht BT: Lernbuch, Strukturen, Übersichten (Lernen im Dialog). 9. Auflage. Heymanns Verlag GmbH, Köln 2008, ISBN 978-3-8006-4133-8.

## Würdigung
Kokemoor/Kroeschell/Slapnicar/Wedde (Hrsg.), Recht im Dialog. Gedächtnisschrift für Rainer Wörlen, Nomos-Verlag, Baden-Baden 2013, ISBN 978-3-8487-0425-5.